# CIB Unicobas
La Confederació Italiana de Base, CIB UNIcobas, és un sindicat independent i libertari que forma part dels moviments italians de base. Va ser format el 1991 des del moviment Cobas i té una forta presència al sector de l'educació, també al servei civil i al sector de la salut.
Juntament amb la CNT de França, la SAC de Suècia, la Confederació General del Treball d'Espanya, i unes altres han format la Federació Europea de Sindicalisme Alternatiu (FESAL). CIB Unicobas també és membre de Solidaritat Internacional Libertaria.